# 舞 (野口五郎の曲)
「舞」（まい）は、1982年8月1日に発売された野口五郎の42枚目のシングルである。

## 収録曲
1. 舞
作詞：水木れいじ／作曲：浜圭介／編曲：船山基紀
2. さよならは黄昏にとけて
作詞：水木れいじ／作曲：浜圭介／編曲：船山基紀